# Cad Goddeu
Cad Goddeu oder Kat Godeu („Die Schlacht von Goddeu“, auch „Schlacht der Bäume“ genannt) ist ein walisisches Gedicht, das im Llyfr Taliesin („Buch von Taliesin“) aus dem 14. Jahrhundert überliefert ist. Das in dunklen, fast unverständlichen Versen gehaltene Gedicht von 74 Versen erzählt die Geschichte eines Streits zwischen Gwydyon und Arawn.

## Inhalt
Durch den von Gwydyons Bruder Amaethon an Arawn begangenen Diebstahl eines Hundes, eines Rehbockes und eines Kibitzes wird der Kampf ausgelöst. Während dieser Schlacht bekämpfen sich beide Seiten mit magischen Mitteln (Arawn belebt einen Wald), wobei jede Seite unterschiedlichen Geis (Tabu)–Vorstellungen untersteht. Die Kräfte von Gwydyon konnten nur vereitelt werden, wenn der Name seiner Begleiterin, der Dame Achren, erraten wurde; ihr Name soll Bäume bedeuten. Arawns Kräfte konnten andererseits nur vereitelt werden, wenn der Name seines Kämpfers Bran erraten wurde. Gwydyon gelingt es, Brans Namen aufzudecken, und so gewinnt er den Kampf.

## Esoterik
In Robert Graves Buch „The White Goddess“ vertritt jeder der 34 Pflanzennamen, die im Kampf kämpften, einen der Buchstaben des druidischen Ogam-Alphabets. Laut Graves umstrittener Hypothese konnte Gwydyon den Kampf gewinnen, weil er den Namen von Bran erriet, da dieser einen Erlenzweig trug – die Erle war laut Graves Interpretation eines der Hauptsymbole Brans in der keltischen Mythologie. Tatsächlich ist fern („Erle“) der irische Symbolname des betreffenden Ogam-Zeichens, bran bedeutet auf Walisisch und Festlandskeltisch „Rabe“. Graves’ Hypothese wird von den meisten Keltologen entschieden abgelehnt (siehe bei Birkhan).

## Spätere Verwendungen
Musikstück Duel of the Fates sind einzelne Zeilen des Gedichts zu hören welche in Sanskrit übersetzt wurden. Das Stück wurde von John Williams für Star Wars: Episode I – Die dunkle Bedrohung (1999) geschrieben und ist das Thema vom Charakter Darth Maul. Es ist zusätzlich in den Filmen Star Wars: Episode II – Angriff der Klonkrieger (2002) und Star Wars: Episode III – Die Rache der Sith (2005) sowie in einigen Videospielen zu hören.
Die „Schlacht der Bäume“ inspirierte die französische Sängerin und Songwriterin Nolwenn Leroy zu ihrem Lied Ce que je suis, das 2017 auf ihrem Album Gemme veröffentlicht wurde.